# Alain Robet
Pour les articles homonymes, voir Robet.
Alain Robet, né le 13 avril 1963, est un dessinateur de bande dessinée français.

## Biographie
Alain Robet est enseignant en peinture et bande dessinée à Brest.

## Œuvre

### Albums
- Brest des origines à Brest 96, scénario d'Olivier Gilleron, dessins d'Alain Robet, Le Téméraire, coll. « Histoires des Villes », 1995  (ISBN 2-90870-341-6)

- Le Chevalier, la Mort et le Diable, scénario de Patrick Cothias, dessins d'Alain Robet, Glénat, collection Vécu

1. Bon sang ne peut mentir, 1999  (ISBN 2-72342-721-8)
2. La Reine vierge, 2000  (ISBN 2-72342-885-0)

- Les Compagnons de la Loue, scénario de Georges Pernin, dessins d'Alain Robet, Le Lombard, coll. « Signe de Piste », 1991  (ISBN 2-80360-951-7)
- Évreux, scénario de Françoise Bourdin, dessins d'Alain Robet, JCE Évreux, 1993  (ISBN 2-95075-690-5)
- Gabrielle B., scénario de Dominique Robet, dessins d'Alain Robet, Emmanuel Proust éditions, coll. « Trilogies »

1. Le Guerrier aveugle, 2005  (ISBN 2-84810-112-1), préface et dossier de Brieg Haslé
2. Masque d'Argent, 2006  (ISBN 2-84810-118-0), préface de Roger Faligot
3. Naufrages, 2008  (ISBN 978-2-84810-166-8)
4. Liberté, 2011  (ISBN 978-2-84810-363-1)

- Histoire de Quimper, scénario de Luc Duthil, dessins d'Alain Robet, Le Téméraire, coll. « Histoires des Villes », 1994  (ISBN 2-90870-350-5)
- Lorient, scénario de Patrick Gree, dessins d'Alain Robet, Éditions Siloë, 1988  (ISBN 2-90525-938-8)
- Orléans - 2000 ans d'histoire, scénario de Luc Duthil, dessins d'Alain Robet, Le Téméraire, coll. « Histoires des Villes », 1994  (ISBN 2-90870-324-6)
- Rouen, scénario de Daniel Pecqueur, dessins d'Alain Robet, JCE Rouen, 1989  (ISBN 2-95008-721-3)
- Vannes, scénario d'Olivier Gilleron, dessins d'Alain Robet, Le Téméraire, coll. « Histoires des Villes », 1994  (ISBN 2-90870-329-7)